# Phare d'Old Plantation Flats
Le phare d'Old Plantation Flats (en anglais : Old Plantation Flats Light), est un phare offshore situé dans le chenal de Cape Charles, port de la baie de Chesapeake dans le comté de Northampton en Virginie.

## Historique
Old Plantation Flats est un haut-fond longeant l'est de la côte près de l'embouchure de la baie de chesapeake. Il tire son nom de Old Plantation Creek qui se jette dans la baie près du centre du haut-fond. Un screw-pile lighthouse a été érigé sur le haut-fond en 1886. Il était constamment en proie à la banquise. L'objectif initial avait été détruit en 1893 et des dommages plus importants avaient été causés en 1918. Après ce dernier, les pieux avaient été renforcés avec du béton et entourés avec d'un fort enrochement.
Dans les années 1890, le Pennsylvania Railroad établit la ville de Cape Charles, en Virginie, comme terminal sud. Le Corps du génie de l'armée des États-Unis a dragué une lagune et créé un canal d'accès avec le phare servant à marquer son entrée. En 1962, la maison-phare a été retirée et une lumière automatique de remplacement a été érigée sur une tour à claire-voie. 
En 2004, une réplique de l'ancienne maison-phare a été construite dans le cadre du Bay Creek Resort and Club au sud de Cape Charles. Cette réplique comprend la cloche de brume d'époque des années 1940 extraite d'une bouée à la retraite et un nouvel objectif de quatrième ordre.

## Description
Le phare   est un poteau à claire-voie de 6 m de haut, avec une balise moderne.  Il émet, à une hauteur focale de 6 m, un  éclat blanc de 0.5 secondes toutes les 4 secondes. Sa portée est de 11 milles nautiques (environ 20 km).

## Caractéristiques dufeu maritime
Fréquence : 5 secondes (W)
- Lumière : 0.5 seconde
- Obscurité : 4.5 secondes

Identifiant : ARLHS : USA-566 ; USCG : 2-21435 ; Admiralty : J1552 . 

### Lien connexe
- Liste des phares en Virginie